# Photographie de mode

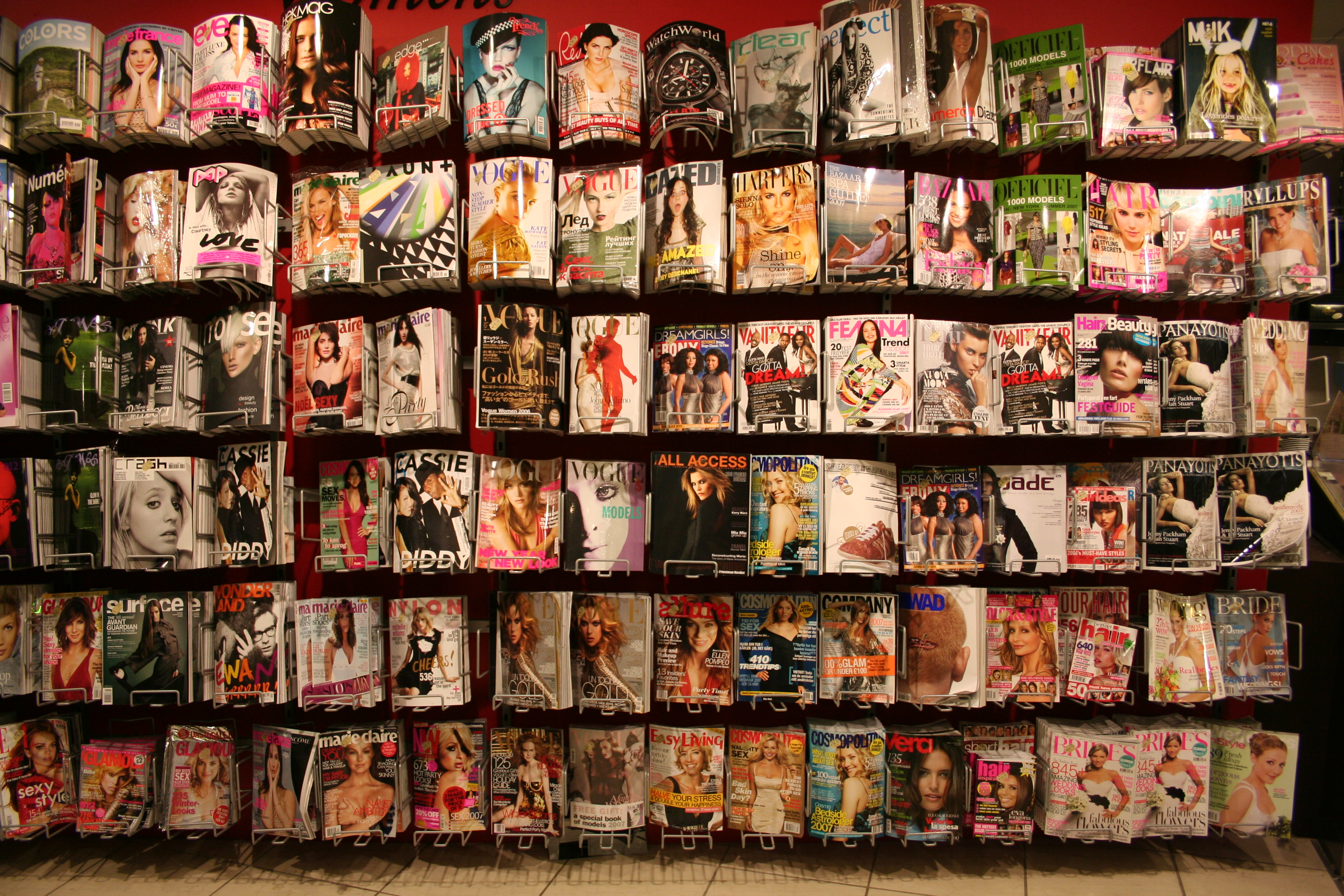
Magazines de mode dans un point de vente, Copenhague (2007)

La photographie de mode désigne un genre de la photographie consacré aux vêtement et aux styles  vestimentaires , parfois composés de pièces de haute couture, portées par des mannequins et réalisé par des photographes de mode.
Elle a pour origine le commerce de mode, et bien qu'elle soit désormais élevée au rang d'art, reste majoritairement destinée à la vente de vêtements, de parfums et de produits de beauté. Elle est utilisée principalement pour les magazines ou la publicité, où elle développe au cours des années sa propre esthétique par l'usage de techniques spécifiques, de lieux exotiques, ou d'accessoires.
L'histoire de cette discipline photographique est inséparable, au moins pour les premières décennies, de celle des magazines de mode qui commandent et publient les séries de photographies de mode. Elle prend de l'importance avec son adoption par des photographes célèbres, tels qu'Irving Penn ou Richard Avedon. La photographie de mode se développe en parallèle de l'illustration de mode, qu'elle remplace progressivement. Si le début de la photographie de mode moderne est attribuée symboliquement à 1911, c'est au milieu des années 1930 que celle-ci se répand, et après la Seconde Guerre mondiale que son heure de gloire va commencer.
De nos jours, ce genre photographique a quitté les seuls magazines de mode pour se voir diffuser dans de beaux-livres, des galeries d'art ou dans les musées.

## Historique

### Origines
La photographie de mode existe depuis les premiers jours de l'invention de la photographie, mais fait « figure de vulgaire intruse » face à l'illustration. En 1856, Adolphe Braun publie un livre contenant 288 photographies de Virginia Oldoini dit La Castiglione, qui a l'habitude de se faire photographier. Elle devient le premier mannequin de mode et Braun est considéré comme le premier photographe de mode de l'histoire. Mais hormis pour le portrait, la photographie ne peut supplanter la toute puissante illustration.

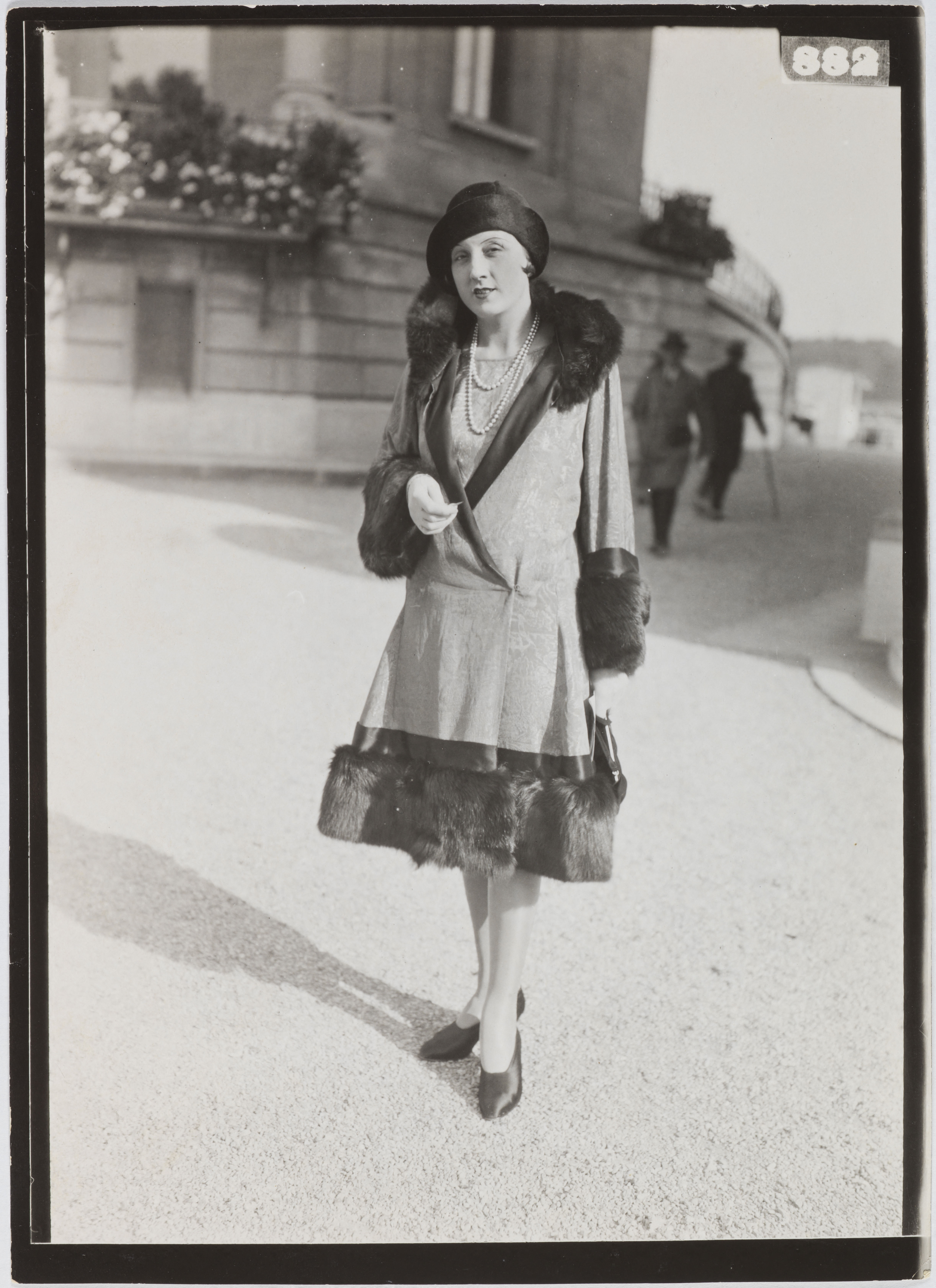
Le mannequin Dorys au Prix de l'Arc de Triomphe en manteau brocard croisé avec fourrure au col, aux manches et en bas, chapeau et pochette, maison Agnès (photo Paul Géniaux).

Au début du XXe siècle, la photographie commence à apparaitre dans les revues. Deux courants de photographie de mode se différencient : d'un côté, la photo réalisée en studio, le portrait, et de l'autre la photo prise en extérieur dans les endroits où la haute société se retrouve : les stations balnéaires, les champs de courses, les restaurants ou clubs… Paul Géniaux fait par exemple figure de pionnier dans la pratique du photoreportage de mode sur les champs de courses au début du XXe siècle. La nouvelle approche de Paul Géniaux consiste à photographier des mannequins dans un décor naturel et non seulement dans des studios. La photo en extérieur donnera un siècle plus tard, par déclinaison ou inspiration, la Photographie de mode de rue. La photographie de portrait subie l'influence de l'illustration : les premières photos sont composées de décors imitant les gravures de l'époque, avec des mannequins posant de façon statique, le plus souvent entourés de compositions florales surchargées. L'Art nouveau donne le ton. Le but est de décrire aussi précisément que possible le vêtement. Que ce soit avec une illustration ou une photographie, la couverture de l'ouvrage édité est prépondérante.
Les revues françaises Fémina, lancé par Charles Laffitte, et La Mode pratique sont précurseurs et publient des photographies dès le début du siècle. La dynastie des Frères Séeberger se lance dans la mode en photographiant des événements mondains qu'ils publieront sous le titre des Instantanés de Haute Mode.

### Les années 1910
Lucien Vogel, qui sera propriétaire de la Gazette du Bon Ton et du Jardin des Modes, publie en avril 1911 l'article L'art de la robe dans Art et Décoration avec des photographies réalisées par Edward Steichen qui, s'éloignant de la simple illustration d'un sujet, sont « maintenant considérée comme la première prise de photographie de mode moderne ». Edward Steichen dira plus tard que c'était les « premières vraies photographies de mode que l'on ait jamais réalisées » En 1923, Edward Steichen deviendra le « photographe en chef » des éditions Condé Nast, Vogue et Vanity Fair.

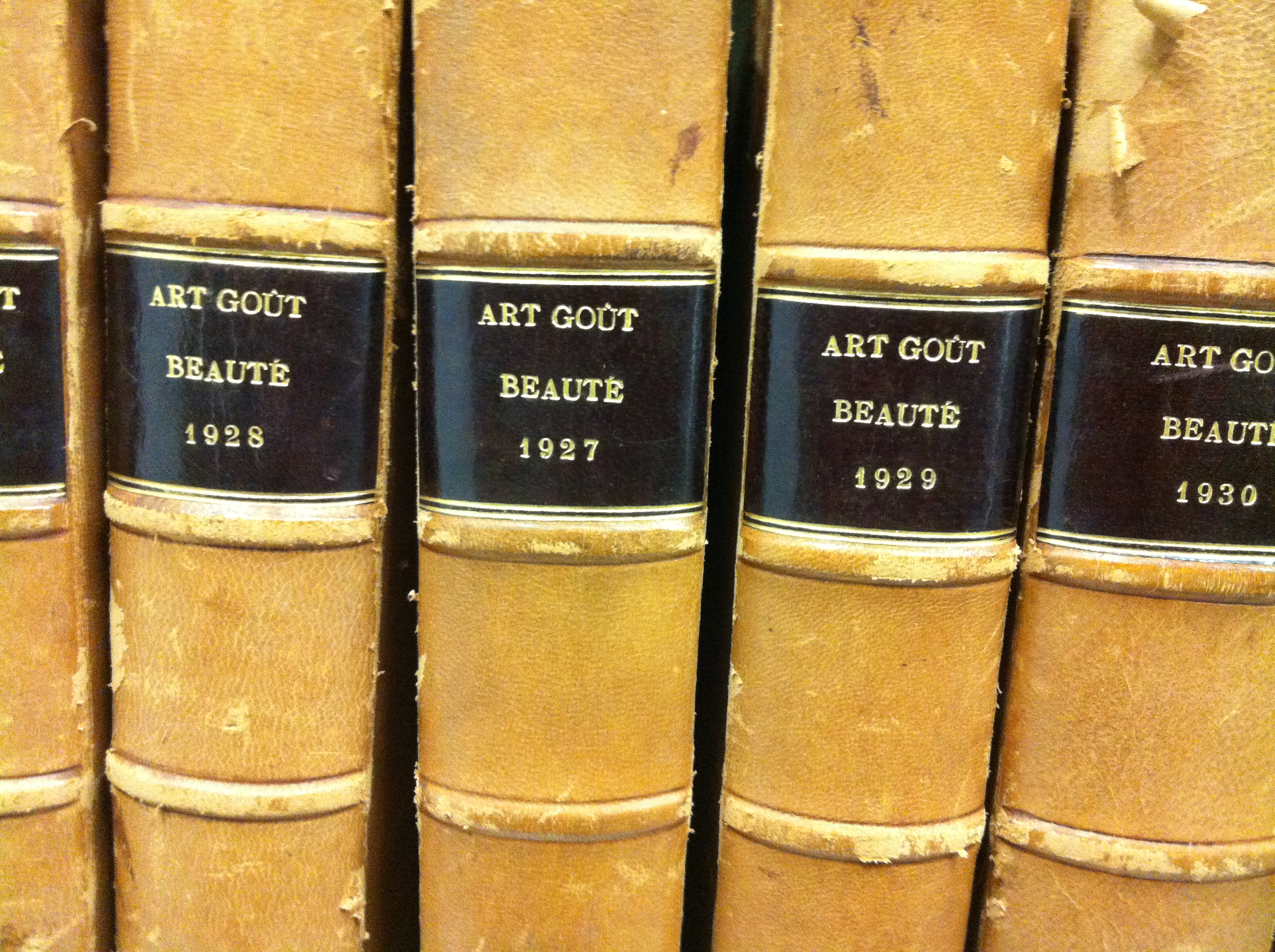
Collection d'Art Goût au Museu del Disseny à Barcelone

La presse de mode est en plein développement dans ces années là. Apparaissent les titres Women's Wear Daily en 1910, Modes et manières d'aujourd'hui et Le Journal des dames et des modes en 1912, le British Vogue quatre ans plus tard, La Guirlande des mois l'année d'après.
Avant la Première Guerre mondiale, Adolf de Meyer réalise des portraits, doux et romantiques : il collabore avec Condé Montrose Nast (en) qui vient de racheter Vogue et souhaite en faire le premier magazine de mode, en s'entourant des meilleurs illustrateurs et photographes. La photographie de mode, montrant de façon statique les vêtements, prend de plus en plus d'importance en quelques années dans les revues, et commence à supplanter les dessins et gravures.
Après la Guerre, de nombreux titres de presse féminine sont créés à leur tour : Falbalas et fanfreluches en 1920, L'Officiel de la couture et de la mode de Paris l'année suivante et qui dès septembre fait une couverture avec la photographie en noir et blanc d'une robe de Jean Patou, Art, goût, beauté et Styl, en Allemagne, encore un an après, suivi de Vogue Paris en 1923, qui possède son propre studio pour réaliser les photos. L'industrie des cosmétiques est en pleine explosion, et avec elle, la publicité : dans les magazines, les produits sont couplés avec l'image d'une comédienne, d'une femme du monde, ou celle d'une vedette de cinéma. Edna Woolman Chase rédactrice en chef du Vogue américain et Condé Montrose Nast son propriétaire, voulant montrer la mode de façon détaillée et non pas seulement artistique, s'éloignent de l'illustration. Malgré tout à cette époque, la logistique pour prendre une photo de mode reste difficile,, et l'illustration domine encore, d'autant plus les couvertures ; ces couvertures des magazines ne reflètent plus seulement le vêtement, mais également les tendances artistiques de l'époque. À la fin des années 1910, la photographe Philiberte de Flaugergues prend la direction du studio de photographie Femina (adossé au groupe de presse dirigé par Charles Laffitte) et devient une des rares femmes à exercer comme photographe de mode professionnelle en France.

Entre les années 1920 et 1930, George Hoyningen-Huene, alors chez Vogue Paris, rencontre le jeune étudiant allemand Horst P. Horst puis Cecil Beaton lié au British Vogue. À eux trois, ils transforment la photographie de mode en un genre artistique, comme le fait Man Ray à Paris au même moment. L'esthétique de la photographie de mode véhicule alors un idéal féminin, et vers la fin de la décennie, les stars hollywoodiennes des années 1930 influencent l'aspect glamour de la photographie de mode. Certains photographes, pourtant peu habitués au domaine de la mode, réalisent des séries de photos à la demande des magazines à cause de leur point de vue artistique et leur vision de la femme plus moderne. À cette époque, la plupart des maisons de couture ont leurs propres mannequins, le balbutiement des agences débutera après la Seconde Guerre mondiale.

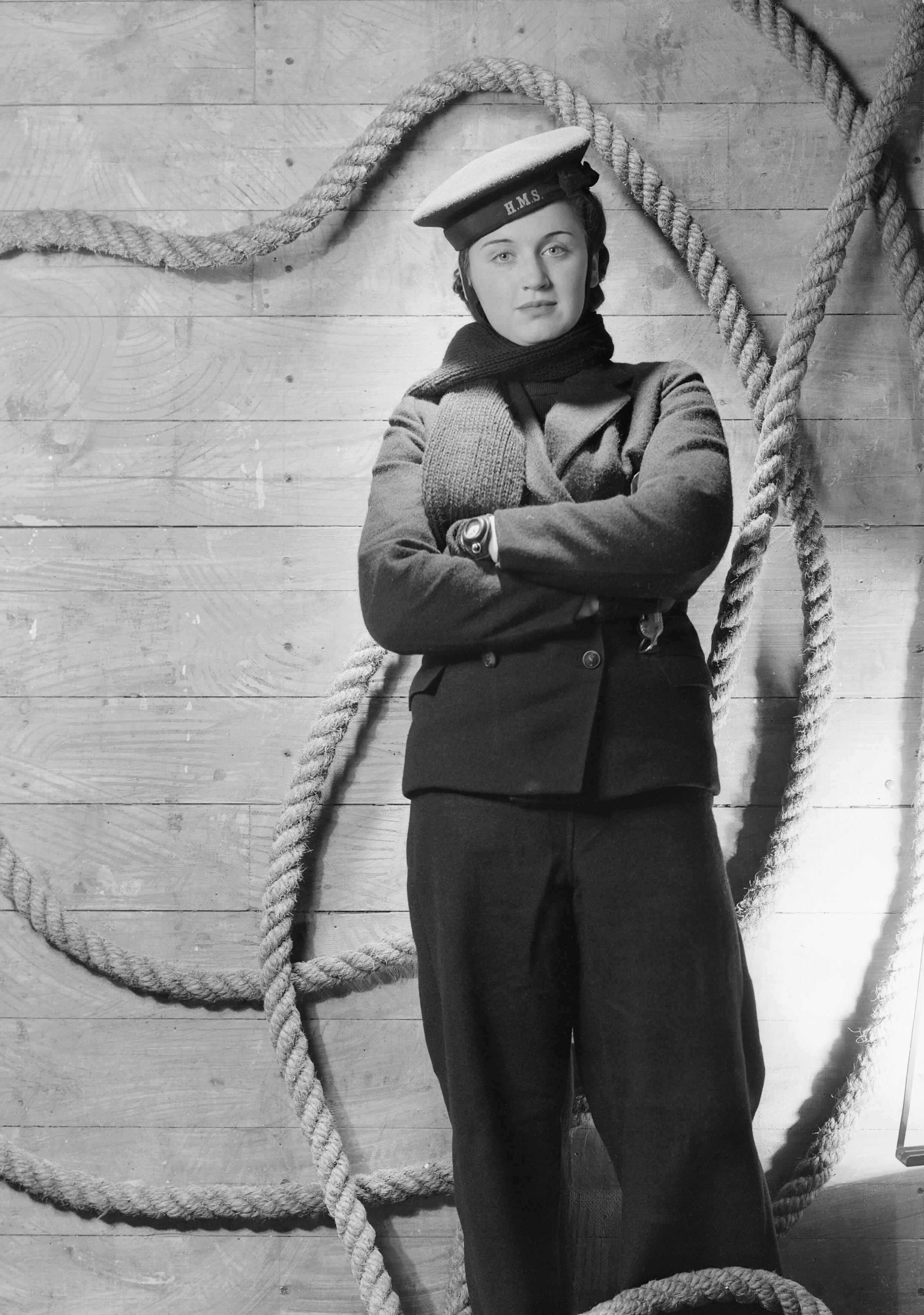
Cecil Beaton réalisa en 1942 une série de photos sur les uniformes du Women's Royal Naval Service

### Les années 1930
Dès le début des années 1930, la photographie s'impose peu à peu au détriment de l'illustration, cette dernière étant un instrument commercial moins puissant. Vogue et Harper's Bazaar sont en concurrence directe et acharnée.
Carmel Snow, qui a fait ses armes au Vogue américain les années précédentes, entre à Harper's Bazaar en 1932. Depuis longtemps, l'illustrateur Erté, qui sera en contrat de 1915 à 1938 avec ce magazine, réalise les couvertures. Snow souhaite remplacer les illustrations vieillissante d'Erté par des photographies. Elle fait venir la spécialiste du portrait Louise Dahl-Wolfe, Lisette Model ou Erwin Blumenfeld,.
La première couverture en couleurs est publiée par Vogue en juillet 1932 : la photographie d'une femme en maillot de bain, prise par Edward Steichen. Les années suivantes, les études de la maison d'édition Condé Nast montreront que les magazines avec des photos en couverture se vendent mieux. En 1936, après avoir travaillé un temps pour des magazines de mode allemands, Martin Munkácsi débute à New York ; il va moderniser le domaine de la photographie de mode et sera une référence pour de nombreux photographes. Le prolifique John Rawlings (en) impose son style posé, minimaliste et luxueux.
Marie Claire parait en 1937 pour la première fois. Avant la Guerre, l'illustration, bien que toujours très présente, a sensiblement disparu au profit de la photographie.

### Les années 1950

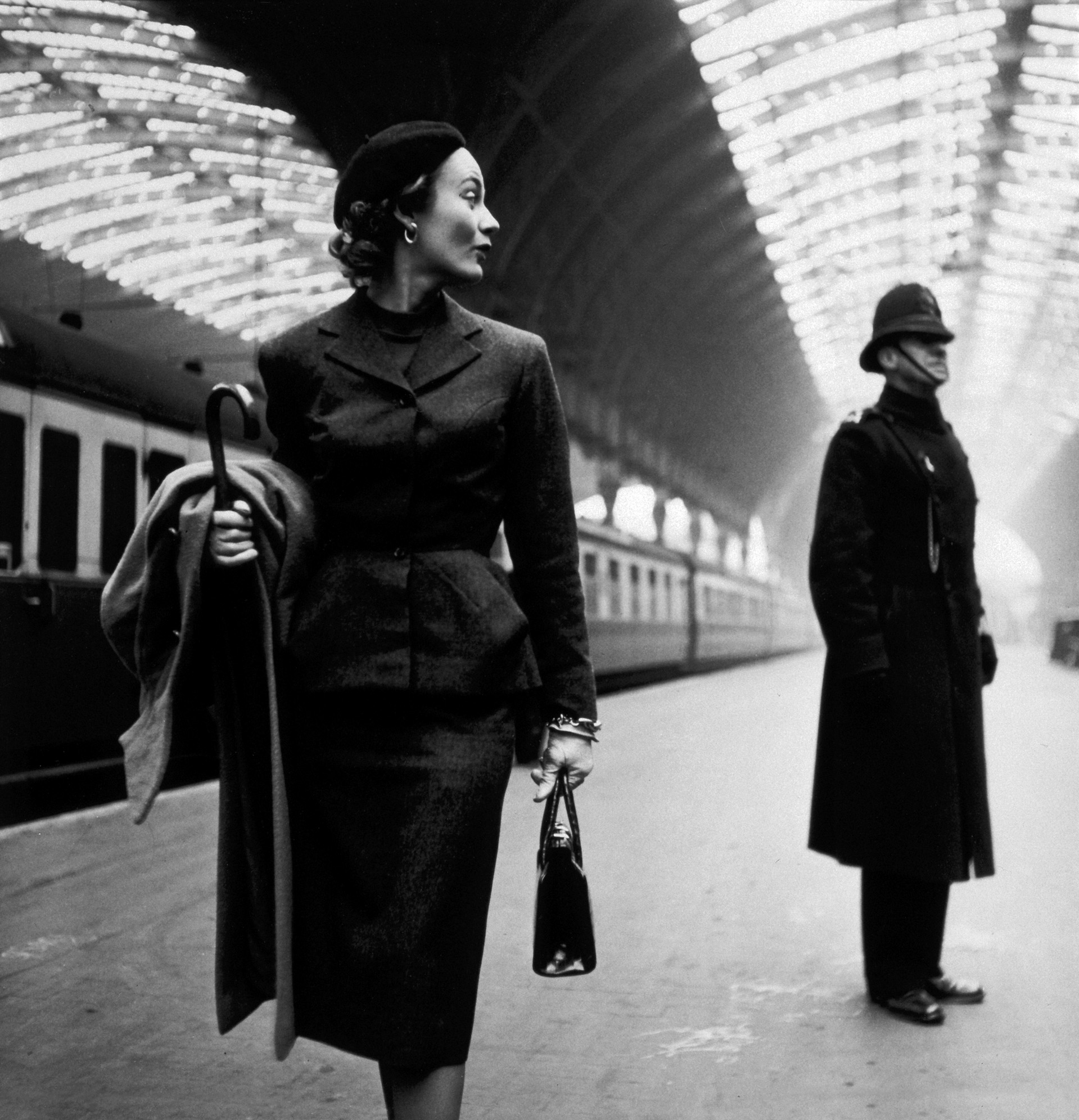
Lisa Fonssagrives à Paddington Station, Londres (Photo de Toni Frissell, 1951)

À la sortie de la Guerre, la mode reprend une activité mondiale et Paris sa place de capitale. En 1947, le nouveau couturier Christian Dior révolutionne la haute couture. Tous les grands photographes de l'époque vont accompagner sa carrière : Brassaï, qui pourtant n'affectionnait pas tant que ça la photographie de mode, est là dès le début, Henri Cartier-Bresson, Louise Dahl-Wolfe toujours pour le Harper's Bazaar, Cecil Beaton… Constantin Joffé alterne mode, portraits, vie quotidienne pour Vogue. L'avion rend accessible des endroits éloignés, les photographes voyagent plus facilement. L’américain et parisien Henry Clarke, qui travaille pour trois éditions de Vogue, française tout d'abord, puis britannique et américaine, réalise des séries de photos de mode prises dans des endroits exotiques, et pouvant aller jusqu'à des publications de 20 pages. Le photographe Guy Bourdin, débutant, est encouragé par Michel de Brunhoff et présenté au tout jeune Yves Saint-Laurent ; Bourdin est publié pour la première fois dans un magazine en 1955 et ce pour les trente années suivantes.
Le budget des magazines de mode destiné à la photographie augmente de plus en plus. L'illustration, bien que toujours présente, perd encore de la place. Seuls quelques illustrateur de mode, dont René Gruau, sont encore sur le devant de la scène. Les photographes deviennent célèbres : Irving Penn, photographe de studio à l'« influence considérable » et dont la carrière va durer 60 ans, est déjà « au sommet de son art » ; il réalisera plus d'une centaine de couvertures de Vogue Paris. Le jeune Richard Avedon insiste pour entrer au Harper's Bazaar. En 1955, il réalise pour ce magazine sa Dovima with elephants ; celle-ci deviendra 55 ans plus tard la photo de mode la plus chère du monde. Avedon, au cours de sa carrière, modèle ce que sera la photographie de mode dans les décennies suivantes : il révolutionne celle-ci avec ses images, mais redéfinit également le rôle du photographe de mode. Puis Avedon rejoint l'édition américaine de Vogue, il y croisera William Klein, et aura comme assistant Jean-François Jonvelle dans les années 1960. En France, Jeanloup Sieff débute à Elle, puis collaborera avec Jardins des modes, Harper's Bazaar, Glamour, Look…

### Les années 1960
Les années 1960 marquent la libération des mœurs et un changement des mentalités : la photographie de mode innove, les pleines et doubles pages deviennent fréquentes, le nombre de magazines de mode progresse : Cosmopolitan, Queen, Depeche Mode (magazine français) apparaissent durant la décennie.
La révolution du prêt-à-porter va changer l'esthétique de la photographie de mode : des tenues chic et élitistes de la haute couture, les pages des magazines vont maintenant présenter des vêtements « portables ». Les séries de mode mélangent mode, portraits, personnalités, à l'image d'Helmut Newton photographiant la toute jeune Catherine Deneuve en 1962 à ses débuts chez Vogue Paris, ou Audrey Hepburn saisie par Bert Stern l'année suivante. Penelope Tree ou Twiggy symbolisent le renouvellement de l'image du mannequin des années d'après guerre, plus jeune. Veruschka photographiée par Richard Avedon, Irving Pen, Helmut Newton fait partie de ces mannequins icônes du renouvellement de style et dont les photographies circulent dans le monde à travers les pages de magazines.
Le trio britannique David Bailey, Brian Duffy, Terence Donovan premiers photographes « vedettes » photographiant les stars - de The Beatles à David Bowie, produit des images pour de nombreux magazines, parmi lesquels le Vogue, mais aussi de nombreuses marques, des labels de disques et révolutionne l'esthétique photographique de l'époque.
Bob Richardson (en), le père de Terry Richardson travaille pour plusieurs magazines dont Vogue Italia.
En France, les photographies très stylisées de Guy Bourdin deviennent définitivement sa signature.
Reconnus dans le milieu, leurs noms ne deviendront connus du grand public que des décennies plus tard lorsque leurs images seront publiées dans des albums et exposées - pratique rare à l'époque. Les photographes de cette génération faisant des photographies de mode se considèrent comme des professionnels plutôt qu'artistes et considèrent cette activité comme une source de revenu, activité impliquant la création, certes, mais dont la reconnaissance sera postérieure à la période.

### Les années 1970
L'illustration a définitivement perdu sa place prépondérante face à la photographie. Sarah Moon, un temps mannequin, passe de l'autre côté de l'appareil et débute dans la photographie, inspirée par Guy Bourdin précisera-t-elle. De nouveaux magazines, propices à la photographie de mode tel Interview sont diffusés.

### Les années 1980
Dans les années 1980, Annie Leibovitz travaille pour Vanity Fair, Avedon collabore avec Égoïste, magazine apparu en 1977.

La décennie marque également le renforcement du rôle des marques en tant que producteur et diffuseur de la photographie de mode. Les agences de publicités comme BBDO sollicitées par les marques pour réaliser leurs campagnes publicitaires deviennent un partenaire incontournable pour des photographes de mode qui créent les images avec leurs directeurs artistiques. En France, « Ces publicités sont le fruit de personnalités devenues de véritables vedettes de la publicité : Jacques Séguéla, Philippe Michel ou Jean-Marie Dru occupent le devant de la scène, faisant des marques qu’ils représentent des sujets de société. »

### Les années 1990
Les années 1990, marquent l'affirmation du rôle des rédactrices des magazines de mode, accédant au statut de personnages puissants dictant non seulement les tendances mais capables également d'imposer leurs photographes de mode. Ceux derniers accèdent progressivement au statut de véritables stars au même titre que les mannequins devenus des supermodels ou top-models : l'association entre les magazines de modes, les photographes et les mannequins de leur choix sera un phénomène marquant durablement la photographie de mode, au-delà de la décennie.
Le renouvellement de la photographie de mode suit aussi l'apparition ou l'affirmation de nouveaux stylistes et couturiers : Thierry Mugler par exemple, ainsi que le renouvellement de génération parmi les directeurs artistiques de marques et maisons de haute couture. Le milieu musical s'affirme également comme un important véhicule du renouvellement des tendances vestimentaires et des représentations de la féminité. La chanteuse Madonna par exemple est dès ses débuts dans les années 1980 une "égérie" de nombreux créateurs et photographes avant d'associer bien plus tard son image à des marques comme Versace. Dans les années 2000, d'autres artistes telles que Beyoncé ou Lady Gaga deviendront des exemples du renforcement de cette tendance.
Les années 1990 marquent également une internationalisation du marché de la photographie de mode au-delà de l'Occident avec l'ouverture pour les magazines de mode et les marques des nouveaux marchés - les pays de l'ancien bloc soviétique, la Russie et la Chine. La photographie de mode s'inscrit pleinement dans le processus de mondialisation. L'influence des photographes qui tendent à se qualifier de "créateurs d'images" (image makers) devient mondiale.

#### La presse et la publicité
En 1988, Anna Wintour arrive à la tête de l'édition américaine de Vogue. Si Irving Penn et Helmut Newton sont déjà en place, elle va s'entourer au cours des années des photographes de mode qu'elle contribuera, avec ses paires des éditions française et italienne du magazine, à imposer comme les meilleurs dans le genre : Patrick Demarchelier, photographe fidèle de Dior, Steven Klein et Herb Ritts souvent associés à Madonna, ainsi que Steven Meisel et Satoshi Saïkusa qui travaillent également pour Franca Sozzani du Vogue Italia, Peter Lindbergh « considéré comme le meilleur photographe de mode du monde », Bruce Weber photographe habitué aux publicités, Mario Testino qui collaborera aussi souvent avec Vogue Paris puis Vogue Spain.
Mais une nouvelle génération de photographes britanniques se fait connaitre : Miles Aldridge, Corinne Day, Glen Luchford, Nick Knight, Rankin, Nigel Shafran, David Sims… certains proches de l'expérimentation photographique.
1990 : Terry Richardson, Juergen Teller, Mert and Marcus, Inez & Vinoodh,
En France également une nouvelle génération de photographes, issus d'autres horizons ou actifs également dans d'autres secteurs que la photographie et au-delà de la France fait son apparition : Jean-Baptiste Mondino, Stéphane Sednaoui.

#### Image makers ou photographes?
De nombreux créateurs qui produisent des photographies de mode, à titre d'exemple Peter Lindbergh se qualifient ou sont qualifiés ainsi.

Le terme apparait également en français - Jean-Paul Goude se dit « faiseur d'images », Jean-Baptiste Mondino reconnait ne pas être photographe : « Je n'ai même pas d'appareil photo » - déclare-t-il dans un de ses rares entretiens. Les photographes de mode travaillant pour la publicité sont choisis par les directeurs artistiques (D.A.) des agences de publicités. Le rôle des D.A. dans la création des visuels est si important qu'il est difficile parfois d'identifier l'auteur des images. De nombreux prix spécialisés récompensent d'ailleurs leurs réalisations, reléguant le photographe au rôle du co-auteur de l'image voir un simple exécutants. 

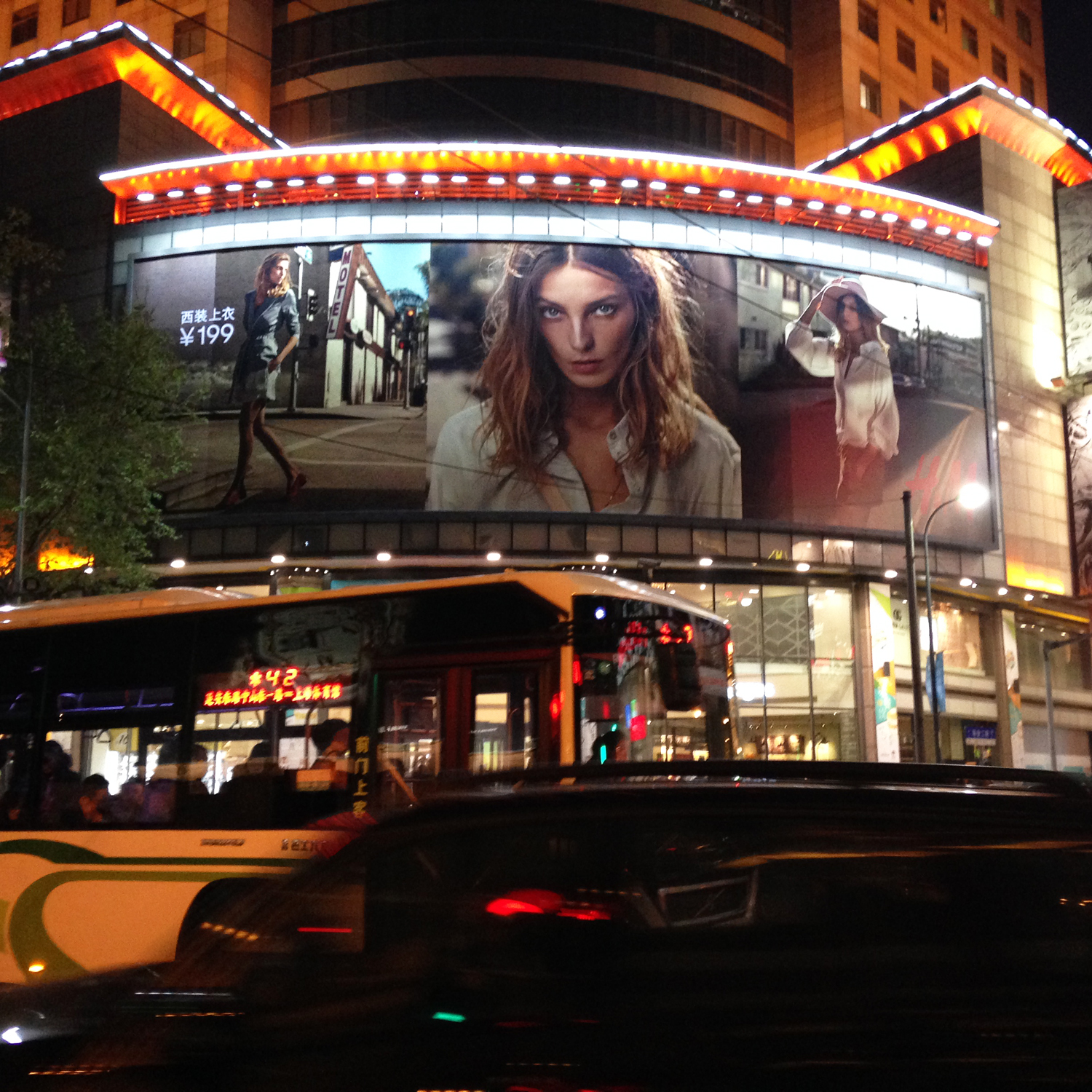
Campagne publicitaire d'une marque de vêtements, Shanghai (2015)

### Les années 2000
Les années 2000 et 2010 voient se côtoyer des photographes des deux générations qui se sont imposés dans les années 1990. Si dans les années 1990, les mannequins étaient mises en avant vis-à-vis du grand-public, avec l'essoufflement du phénomène et le retour des artistes sur les couvertures des magazines, les noms des photographes sont mis en avant, souvent au détriment des modèles (à titre d'exemple, campagne publicitaires de Jean-Baptiste Mondino pour la marque Morgan - les images publicitaires contiennent son nom).
La notoriété des photographes s'appuie également sur les nouveaux modes de diffusion non seulement de leurs images mais aussi de leur image. De nouveaux supports intégrés par les magazines et les marques sur leurs sites internet, la vidéo du "making of" par exemple, permettent aux lecteurs de découvrir non seulement les coulisses de la création des images mais aussi leurs auteurs à l’œuvre. Le "site officiel" devient un outil de création de l'image de marque des photographes. Les réseaux sociaux tels que Tumblr permettent de voir les images d'archives et les plus récentes. Les marques s'adaptent également à ces nouveaux supports de diffusion des images. La révolution informatique s'inscrit pleinement dans le renouvellement du genre.
Par ailleurs, le numérique fait disparaitre l'argentique parmi les professionnels du genre bien avant sa démocratisation et modifie les pratiques, les usages et l'esthétique des images. Certains photographes, à l'instar de la photographe chinoise Chen Man font des logiciels de traitement des images un outil de création. D'autres, préfèrent s'en passer par choix artistique.

Le terme "image maker" tend à s'imposer pour qualifier le travail de nombreux photographes de mode, proposant ainsi une nouvelle lecture de la photographie de mode et revisitant la perception du travail des producteurs des images de mode. Image Maker est le nom d'une des expositions de Guy Bourdin - « le plus influant des photographes de tous les temps » titre The Guardian en 2014. 

## Place de la photographie de mode

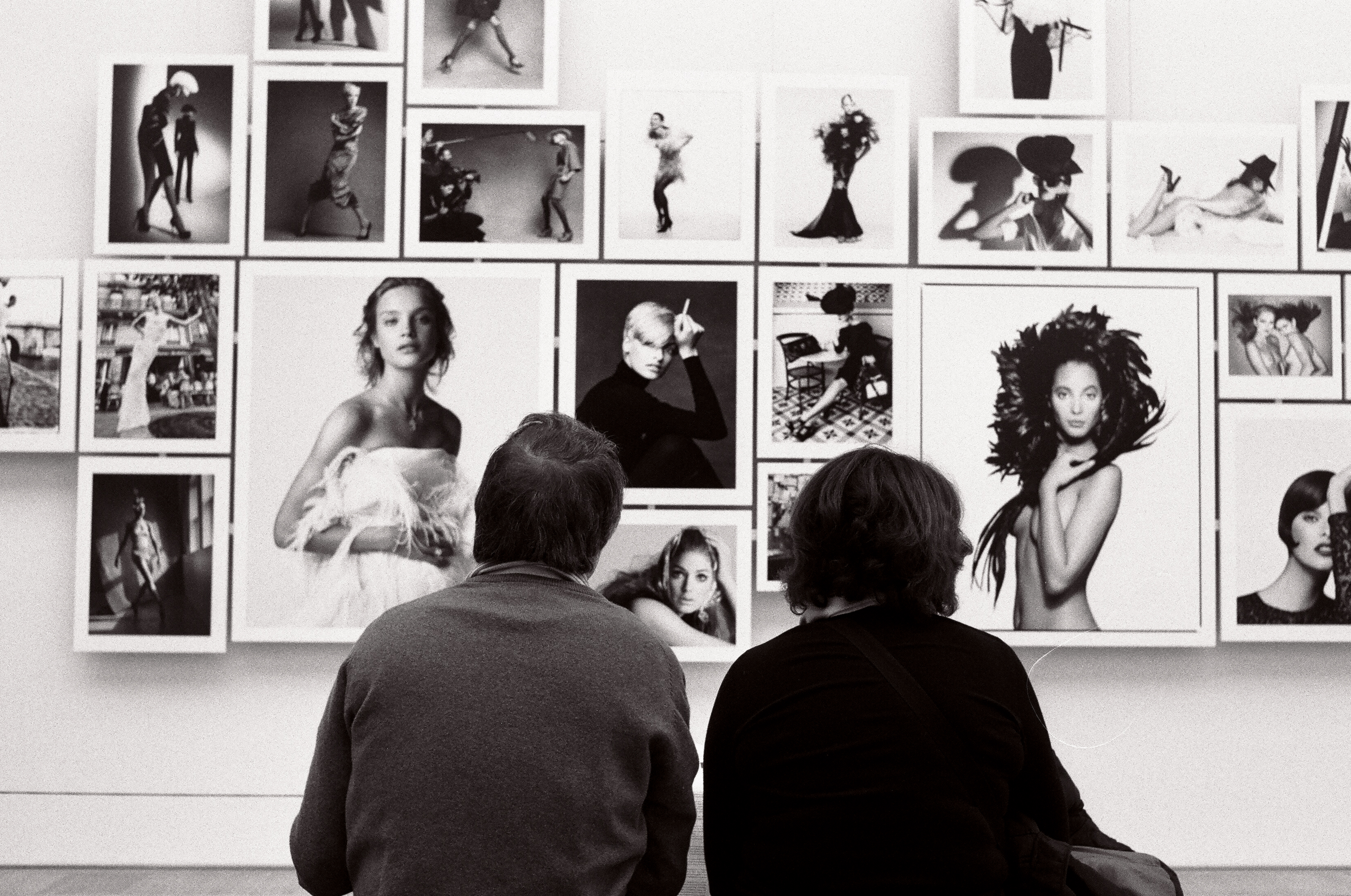
Exposition de Patrick Demarchelier au Petit Palais, Paris (2008-2009)

À l'origine, les photographies de mode ne pouvaient être vues que dans les magazines puis l'affichage publicitaire dans une moindre mesure. De nos jours, les photographes sont aussi dans les galeries, les salles de ventes, les livres, mais également dans les musées : L'anglais Glen Luchford se voit exposé au Victoria & Albert Museum ou au MoMA PS1, Nick Knight à la Tate Modern… Outre la diffusion à de nouveaux publics, ce mode d'exposition permet également de conserver la réalité du travail des photographes de mode. Car si on considère le plus souvent, par la prédominance de la diffusion à travers des magazines, que « la photographie est la page imprimée, », celle-ci ne reflète pas forcément le travail initial du photographe : l'image est recadrée, retouchée, parfois couverte de textes, la liberté du photographe est restreinte. Sortir la photographie de mode des magazines permet également de l'éloigner de son rôle commercial initial ; si la galerie vend le tirage, ce n'est plus le rôle de la photographie que de vendre un produit. Certains photographes réussissent par leur style à imposer une image autre que le vêtement ou le client pour lequel ils travaillent, opposant ainsi la créativité au produit. En 1911, Edward Steichen, artiste accompli, se voyait reprocher d'être passé des galeries aux magazines, de l'art au commerce ; plusieurs décennies plus tard, ce sont les photographes de mode qui se trouvent élevés au rang d'artistes. Mais « la photographie de mode n'est pas soit art, soit commerce ». Malgré son approche de l'art, la photographie de mode reste majoritairement une production d'images à l'usage de producteurs de vêtements.
En dehors de cet aspect commercial, ce genre photographique possède aussi un rôle sociologique : depuis un siècle, la photographie de mode — et la « photographie de beauté » genre reconnu — influence l'identité féminine par la diffusion de notions de la beauté, la séduction, la jeunesse, l'élégance, le glamour, ainsi que parfois la diffusion du « bon goût »… Mais la photographie de mode n'est pas seulement « un magazine » ou « un photographe » ; c'est également la demande du rédacteur en chef ou du publicitaire, les indications du directeur artistique, les goûts du styliste, le mannequin, puis le retoucheur… La composition d'une équipe pour la réalisation d'une série de photos peut faire intervenir jusqu'à cinquante personnes pour les plus importants magazines et le sujet, le mannequin et l'endroit sont déjà déterminés avant le choix du photographe… Karl Lagerfeld, directeur artistique ou photographe, précise qu'« on ne sait plus exactement si l'image finale d'un photographe est entièrement son œuvre ou le résultat d'une collaboration plus étroite entre lui et la styliste. »

## Législation concernant les retouches d'image des mannequins

### En France
Afin de lutter contre les troubles du comportement alimentaire, et en particulier l'anorexie, dû à l'image que véhicule les silhouettes des mannequins dans les photographies de mode, l'Assemblée nationale a englobé dans la Loi n° 2016-41 de modernisation de notre système de santé, votée le 26 janvier 2016, cette problématique. Il est prévu notamment à l'article 19 (Article L2133-2) que « Les photographies à usage commercial de mannequins, définis à l'article L7123-2 du code du travail, dont l'apparence corporelle a été modifiée par un logiciel de traitement d'image afin d'affiner ou d'épaissir la silhouette du mannequin doivent être accompagnées de la mention : " Photographie retouchée " ». Cette obligation concerne les photographies insérées dans la presse, sur des affiches, sur internet ou encore dans les catalogues et prospectus. Le décret n° 2017-738 a été publié en mai 2017 et entre en vigueur le 1er octobre 2017,.